# ディスコ・インフェルノ
ディスコ・インフェルノ（Disco Inferno、本名：Glen Gilbertti、1968年11月12日 - ）は、アメリカ合衆国のプロレスラー。
ニューヨーク州ブルックリン出身のイタリア系アメリカ人。

## 来歴
1991年、プロレスラーとしてのキャリアを開始。ジョージア州を拠点とするインディー団体で活動し、GCW（Great Championship Wrestling）では中心選手となって活躍し団体内の王座を多く獲得。WWF、USWAといった当時のメジャー団体にも単発出場した。
1995年、ヒールのショーマン派レスラーギミック、ディスコ・インフェルノ（Disco Inferno）のリングネームでWCWにデビュー。デビュー当初はWCWワールドワイドでの前座出場が多かったが、1996年にフェイスターンしたことによりプッシュされるようになり、マンデー・ナイトロにも出場するようになった。1997年にはアレックス・ライトと試合前にダンスでの勝負をするようになり、ライバル関係へと展開。9月22日のナイトロではWCWデビュー後初のタイトルとしてアレックス・ライトよりWCW世界TV王座を奪取した。
1998年、再びヒールターンしライバルであるアレックス・ライトとダンシング・フールズ（The Dancing Fools）なるタッグチームを結成。タッグ王座には縁がなかったもののパロディ・ユニットとして人気を博し、当時WCWに参戦していたマグナムTOKYOが短期間ダンシング・フールズと共闘した。ライトとのタッグを解消後はnWoウルフパック、ザ・ママルークス（ビッグ・ヴィトー、ジョニー・ザ・ブル、トニー・マリナラ）、フィルシー・アニマルズ（コナン、レイ・ミステリオ・ジュニア、エディ・ゲレロ、ビリー・キッドマン）のメンバー入りを目論むもいずれも果たすことはできず、準メンバー、あるいはマネージャーとして活動。試合での功績ではクルーザー級として出場し、1999年10月4日のナイトロにてシコシスからWCWクルーザー級王座を奪取している。
2000年、前年までベルリンのギミックで活動していたアレックス・ライトが従前のキャラクターに戻って復帰したことにより、チーム名をブギー・ナイツ（The Boogie Knights）に改めライトとのコンビを再結成した。ダンシング・フールズ時代とは違い本格的にタッグ王座戦線へ乗り込んだものの、負傷によりタッグ王座を獲得することができずに（彼の代役としてジェネラル・レクションがライトのパートナーとなり王座戴冠）、以降ライトとのタッグは解消となった。
2001年、崩壊したWCWをWWFが買収し、中堅レスラーの大半がWWFに引き取られる形で入団していったが、彼は契約することができず、WWAを経由してTNAへ参戦。TNAでは本名名義の "ギフテッド" グレン・ギルバーティ（"Gifted" Glenn Gilberti）をリングネームに、S.E.X.（Sports Entertainment Xtreme）、ニューヨーク・コネクション（New York Connection）などのユニットの一員として活躍。
2005年、TNAとの契約を解除されジョージア州とミネソタ州を拠点したインディー団体で活動。2007年にはTNAと再契約し、レスラー兼ロードエージェントとして活動。2008年からは再びインディー団体での活動が中心となっている。

## 得意技
- ラストダンス

チャート・バスター、パーティー・バスターとも呼ばれる。フィニッシャーとして使用。
- ヴィレッジ・ピープルズ・エルボー

ピープルズ・エルボーのコピー。相手をなんらかの技で倒してから、ヴィレッジ・ピープルのYMCAのポーズを決めてエルボー・ドロップを落とす。
- スタンディング式フィギュア・フォー・レッグロック
- DDT
- スインギング・ネックブリーカー
- バーディカル・スープレックス

## 獲得タイトル
WCW
- WCW世界TV王座 ： 2回[1]
- WCWクルーザー級王座 ： 1回[2]

GCW
- GCWヘビー級王座 ： 1回
- GCWタッグチーム王座 ： 1回（w / ジョニー・スウィンガー）
- GCW TV王座 ： 3回
- GCW USジュニアヘビー級王座 ： 1回

その他
- MEWFヘビー級王座 ： 1回
- PPCWヘビー級王座 ： 1回
- SWFヘビー級王座 ： 1回
- NGWAタッグチーム王座 ： 1回（w / アシュリー・クラーク）